# Belisana ambengan
Belisana ambengan är en spindelart som beskrevs av Huber 2005. Belisana ambengan ingår i släktet Belisana och familjen dallerspindlar.
Artens utbredningsområde är Bali. Inga underarter finns listade.